# Pasquale Cafaro
Pasquale Cafaro o Caffaro (San Pietro in Galatina, 8 de febrero de 1716-Nápoles, 25 de octubre de 1787) fue un compositor italiano, miembro de la escuela napolitana de ópera. 

## Biografía
Estudió en el Conservatorio della Pietà dei Turchini de Nápoles, donde fue alumno de Leonardo Leo, al que sucedió como profesor en la clase de contrapunto. Tuvo como discípulos a Francesco Bianchi, Angelo Tarchi y Giacomo Tritto. Sucedió a Gian Francesco de Majo como maestro de capilla de la corte napolitana. Fue autor de óperas —entre las que destacan La disfatta di Dario (1756) y Creso (1768)—, música religiosa —de la que descuella un Stabat Mater—, cantatas, motetes y oratorios.

## Obras

### Óperas
- Ipermestra (1751)
- La disfatta di Dario (1756)
- L'incendio di Troia (1757)
- Arianna e Teseo (1766)
- Creso, ultimo rè della Lidia (1768)
- L'Olimpiade (1769)
- Antigono (1770)

### Obras vocales profanas
- Peleo, Giasone e Pallade (cantata, 1766)
- Ercole ed Acheloo (cantata, 1766)
- La giustizia placata (cantata, 1769)
- Il natale d'Apollo (fiesta teatral, 1775)
- La felicità della terra (cantata)

### Oratorios
- Il figliuol prodigo ravveduto (1745)
- Il trionfo di Davide (1746)
- La Betulia liberata (1746)
- L'invenzione della croce (1747)
- Isacco figura del redentore (1763)
- Oratorio per il glorioso Sant'Antonio di Padova